# 1998 sur Internet
Cet article présente les faits marquants de l'année 1998 sur Internet.

## Évènements

### Septembre
- 27 septembre : lancement du moteur de recherche Google.

## Naissances
- 4 mars : Niko Omilana, vidéaste web britannique.
- 15 avril : Aqababe, influenceur et blogueur français.